# 杞文公
杞文公（？－前536年），姒姓，名益姑，是杞国的第12任君主，杞孝公之弟，继承其爵位。杞文公将国都迁至淳于（今山东省安丘县东北）。
文公在位14年，传于其弟杞平公。